# Dragomir Cioroslan

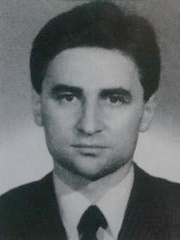
Dragomir Cioroslan

Dragomir Cioroslan (* 15. Mai 1954 in Cluj-Napoca) ist ein ehemaliger rumänischer Gewichtheber.
Er erreichte bei den Weltmeisterschaften 1975 im Mittelgewicht den achten Platz. 1976 nahm er an den Olympischen Spielen in Montreal teil. Dort wurde er jedoch bei der Dopingkontrolle positiv auf Stimulanzien getestet und disqualifiziert. 1979 gewann er bei den Europameisterschaften Bronze im Stoßen. Bei den Olympischen Spielen 1980 Moskau erreichte er den fünften Platz. 1981 wurde er bei den Weltmeisterschaften Siebter. Bei den Weltmeisterschaften 1982 und 1983 war er Vierter. Außerdem gewann er 1983 Bronze im Reißen. Sein größter Erfolg gelang bei den Olympischen Spielen 1984 in Los Angeles als die meisten Ostblock-Staaten nicht am Start waren und er hinter Karl-Heinz Radschinsky und Jacques Demers die Bronzemedaille gewann.